# キューバの反体制組織
キューバの反体制組織（ - はんたいせいそしき）とは、フィデル・カストロ政権下におけるキューバの国家体制に反発し、これを変革しようとしている組織を指す。現行のキューバ憲法（1976年制定）の規定により、現在のキューバでは政党制（政党システム）として一党制が採用されている。そのため、キューバ共産党以外の政治組織は、キューバでは大多数が不法で、非公式的な存在となっている。なお、反体制組織が最も集中して存在する場所は、米国フロリダ州マイアミにある亡命キューバ人の協同体である。

## キューバ国内の反体制組織及び政党
現在のキューバには、国家体制の変革を目指す組織及びに政党が幾つか存在している。1992年のキューバ憲法改正により、キューバ国民はキューバ共産党以外の政党を結党する権利を解禁されている。ただし、これらの政党は、キューバ国内で公的な政治活動に従事することを許可されていない。即ち、キューバ共産党を含め、選挙候補者のために政治的運動を行なうことが許可されていないのである。そのため、これらの政党の多くは、政党が持つイデオロギーに同情的な国際的組織から資金及び支援を獲得し、キューバ国外での活動に参与している。
国家体制の変革を目指す政党の中で最も大きい政党は、マルセリーノ・ミヤレス・ソトロンゴが代表を務めるキリスト教民主党である。他の主要政党には、民主社会革命党、民主連帯党がある。これらの政党は、キューバにおける多元的民主主義の実現を目指す運動を推進している。しかし一方で、彼らの多くが米国の対キューバ禁輸措置に対し批判的であるのも事実である。
政治的過程を経ることで、国家体制の変化を推し進めようと試みている団体も存在している。例えば、キリスト教自由運動のオズワルド・パヤは、1998年にバレラ計画を主導し、表現の自由、集会の自由、職業選択の自由を要求する国民投票を実施すべく、1万人以上の書名を集めたと報告した。アムネスティ・インターナショナルによれば、バレラ計画は民主的な原理に基づき、非暴力主義的な方法で実施された資料1。しかし、政府は、2002年にキューバの社会主義体制を「不可侵（変更不可能）」とする署名運動を実施することで応じ、「99%」の承認を受けたと主張した上で、憲法改正を行い「社会主義は不可侵」との条項を追加した資料2。

## キューバ国外の反体制組織及び政党
- キューバ系アメリカ人財団

## 資料
- 資料1：Cuba backs permanent socialism（BBC News、英語）